# وشتی کانینگهام
وشتی کانینگهام (انگلیسی: Vashti Cunningham؛ زادهٔ ۱۸ ژانویهٔ ۱۹۹۸) ورزشکار دو و میدانی اهل ایالات متحده آمریکا است.